# 小麻煩千惠
《小麻煩千惠》（じゃりン子チエ）是在每日放送播映的東京電影新社的日本動畫作品。改編自漫畫家春木悅巳的原作漫畫作品，還有其衍生作品的總稱。並在1981年先後改編成同名的動畫電影與電視動畫。電影自1981年4月11日上映，動畫第1期於1981年10月3日播至1983年3月25日，全65話。動畫第2期改以《千惠奮戰記 小麻煩千惠》之標題於1991年10月19日播至次年1992年10月13日，全39話。

## 概要
本作品是在雙葉社的《漫畫ACTION》上在1978年10月12日到1997年8月19日間所連載的作品，全786話。受獲第26回（昭和55年度）小學館漫畫賞。單行本的發行部數是3000萬部。。
並於1981年4月被動畫電影化，在那之後1981年10月·1991年10月連續兩度被電視動畫化。另外，1980年 - 2010年代被屢次給舞台化·遊戲化。
以大阪市西城區荻之茶屋為原型西荻地區為舞台，描寫著在自己的荷爾蒙燒屋有著開朗精神的女孩子「千惠」，還有她附近的人們個性和豐富的生活。
故事是以千惠小學5年級這1年間發生的形式為主，因此其時間並沒有進行。關於這個，阿優說了「明年將成為6年級」與在新學期卻變成有點神經質的說「今年也是5年級這樣嗎？」與如此欣喜若狂這樣的話來，登場人物和牆壁上的貼紙也被提及。

## 單行本
- 雙葉社/ACTION漫畫 小麻煩千惠 全67巻 現在絕版
- 雙葉社/漫畫文庫 小麻煩千惠 全47巻 出版中
- 雙葉社/ACTION漫畫 流浪貓小鐵 現在絕版
- 雙葉社/漫畫文庫 小麻煩千惠番外篇 流浪貓小鐵奮戰記
- 雙葉社/漫畫文庫 回來的流浪貓 出版中

對於這個「100分漫畫」這個兒童方面的漫畫雜誌是被雙葉社所創刊的，兒童方面的軟體是該公司使出的苦肉計，ACTION等地青年方面漫畫是重製，還有其他那樣的刊載，小麻煩千惠插入的故事，其他漫畫的尺度所合成的「少年版」被出版了。

## 登場人物
擔任配音員是，第1期電視動畫版/第2期電視動畫版/動畫電影版的順序。--是表示未登場、只記載1名（如：1與2與3或1與2）表示是同1名擔任的。

### 竹本家
竹本千惠（配音員：中山千夏）
在大阪·西萩荷爾蒙屋（原「阿哲」被改）經營「千惠」的小學5年級生。1968年出生（10歲到11歲）（單行本來自第1巻208·209頁其他的推定。阿哲的項目也是一樣）。第一人稱是基本的「ウチ（我）」。她對於父親·阿哲則稱呼他「阿哲」，而對母親芳江面前則會稱呼父親阿哲「爸爸」。
平常外出時都穿著下駄（但是，學校運動會等時候會穿上運動鞋），腳程速度很快是遺傳至父母。對學習方面很不擅長，但是最擅長的科目是算術（特別是算盤非常擅長）與體育的成績非常好。在別人面前絕對不說遊手好閒不工作的阿哲的事情，不過有時候她也會承認阿哲好的地方。在荷爾蒙屋的經營上也是充滿活力的少女，對於在阿哲周遭被捲進無聊大人們的騷動也會讓自己覺得感到很倒楣。是在孩童們時期年齡相符的天真浪漫的孩子，有著被大人所困而一言就讓大人無法動彈的靈巧的嘴。還有，賭博方面也擁有與父親相似驚人能力。口頭禪是「我是日本第一的某某少女（ウチは日本一、○○な少女や）」。與父親不同（雖然是小學生）但很會喝酒。對於生殖器官很不擅長。
竹本哲（配音員：西川紀夫）
千惠的父親。36歲或37歲。1942年出生（推定）。第一人稱是「ワシ（我）」，不過有時候也會說「僕（我）」。經營荷爾蒙屋「阿哲」，不過卻不工作時常在賭博和打架中度過，因此店被千惠給拿走，所以實際上是失業狀態。商標是腹黑的V領T恤（在大部分的場合裡都這樣穿著，擁有數件相同的襯衫）。腹卷在仲夏也時常穿著，長時間拿掉腹部會搞壞。
對自己還有他人都不服輸而且很好強，是個只賣弄體力的男人，不會游泳是個旱鴨子。打架方面也很強，但如果同時來了四個以上的人他就會變了落敗，與貓咪吵架也很不擅長，在故事中登場的小鐵開始被各式各樣的貓咪一而再再而三地給攻擊。被黑道認為第5等（最高級）的危險人物還有黑名單，也被警察留案底。少年時期進入（根據本人說「他是無罪的」）鑑別所，他現在也很懷念當時被監禁的朋友。對女性方面他不會對他們動用暴力，現在也擁有喜愛吵架的天真無可磨滅的精神。
天敵是母親小菊與小學時代的恩師花井拳骨。但是，還能自身領會在世界上有比自己更強的人，也有隱瞞自己的真面目向小菊復仇（但後來真面目被公開後再戰的對方懲戒了他）。
年輕時代，擅長腳力但敵不過（在角落是弱點）妻子芳江，對她抱有情結。劇中對在現在的芳江也很不好意思，他和她兩人在一起的時候也會很緊張而怯場。
非常喜歡玩「甥著株」，以他本人的臉拿牌一點也不強。但是那個弱點他本人是知道的，戴假面的時候贏了千惠。
經常在百合根的御好燒店和拉麵店「輕目良亭」晃蕩，黑道和混混每天向他要錢。很溺愛女兒千惠，想做好的示範可是卻讓千惠羞愧而哭泣（阿哲在教學參觀的出現，使的千惠在阿優與級任老師花井涉面前哭泣）。
喜歡的東西是花林糖、天丼、天婦羅。還有，果汁·涼糖·巧克力芭菲等食物。印象中完全沒有喝酒，也沒有抽過香煙（曾經有抽過一次，但是後來死心了）。喜歡賭博和花林糖還有被設定為不會喝酒的人，影射作者春木的私生活（春木本身是抽香煙的和不能喝酒的）。
順便一提，在相撲大會上受重傷而住院的時候，那個時候病房的門牌寫的漢字是「竹本哲」，所以他的名字並不是「鐵」，而是寫作「哲」。
竹本芳江（配音員：山口朱美/劇場版：三林京子）
千惠的母親，阿哲的妻子。36歲或37歲，比阿哲年長。第一人稱是「私（我）」。她是這個作品中少數的美女。連載開始當初是（理由不清楚）受夠阿哲的言行而「離開」，而成離家出走的狀態，阿哲的母親·小菊等人的勸說下再次回來。有了生活的力量，復合後她擔任縫紉教室的講師。雙親很早就過世了，也沒有親戚登場。與婆婆小菊的關係相當良好，也很受到公公的信賴。
學生時期是田徑選手，在當時阿哲在地區對抗接力賽跑內獲得了勝利，來自阿哲再戰的申請（聽說阿哲想見她一面）與約會的申請聽錯了，當時穿著裙子和拿著便當的樣子前去等待的地方讓阿哲很困惑。但是因為這個原因和阿哲開始交往。在現代千惠的小學的家長對抗接力賽跑而活躍著。咖啡廳「防空洞」是交往開始以來回憶的店家。順便一提，這個店的巧克力巴菲是阿哲最喜歡吃的東西，千惠也喜歡這個。學生時代就是市川雷藏的影迷。還有（出現回數雖少）在賭博方面也贏過阿哲。個性是保守寧靜方面的類型，是個非常平凡的淑女，與阿哲兩人在一起時會很積極的開導阿哲。還有在劇中是難波大學的應援團與阿哲還有千惠、小菊們在「葫蘆池」的大騷動地方收拾善後（第一期動畫的最終回）等，看得出這是她第一強項。
在工作的電話號碼是「4510099?（シンゴンインケツゾロゾロカブカブ）」。與完全不能喝酒的阿哲不同，但是喝醉時就會發酒瘋而很好笑，在花井家喝了特製的雞尾酒後便醉的糊塗，讓阿哲怕到了。
竹本菊（配音員：鮎川十系子/劇場版：京唄子）
千惠的祖母，阿哲的母親。70歲或71歲。1908年出生。第一人稱是「わたい（我）」。從千惠的店不遠的地方同樣經營著荷爾蒙店，千惠的店採購等也包括在內。有著很容易爭吵的個性而且性急。
心口直快。對阿哲很嚴格，但對千惠和芳江很溫柔。在阿哲擁有家庭之前，就已經住在現有「千惠」的家裡了。千惠稱呼她「奶奶」、芳江稱呼她「媽媽」。在空手道場有著「名譽師範」的頭銜，擁有用拳頭打破木製椅子的座面的特技「正拳椅子打穿（正拳イスぶち抜き）」。還有，以前一人挑戰百合根的手下黑道四人組，在劇中被認為是打架最強的人物，與把臉蒙面的阿哲單挑勝負後慘敗，特技「正拳椅子打穿」變得使不出來而受到驚嚇（在那之後奪回寶座）。阿哲在她本人不在時稱呼她「臭老太婆」，但是，如果被她本人聽到「臭老太婆」的話會被她揍。阿哲認真時稱呼她「老媽」，很好的時候稱呼她「媽媽」。以前附近的黑道人物以「西荻小町」稱呼她，小時候的阿哲的打架就是來自她的真傳。
竹本爺爺（配音員：傳法三千雄/劇場版：鳳啟助）
千惠的祖父，阿哲的父親。本名不詳。以前是入贅女婿。第一人稱是「ワシ（我）」。千惠和芳江稱他為「爺爺」。小菊稱呼他「老公」。
身體和心臟稍微有點衰弱，被威脅到的話就會手按住心臟並吸吸和陷入過呼吸的狀態。阿哲和他要求零用錢的事情被小菊知道後而被斥責，從原本「小麻煩千惠」第1話，阿哲從爺爺那兒欺騙的錢的場面開始。到最後本名還是沒有被公開。屢次說相信阿哲的事情，但是小菊對爺爺說他的事情一點也不能相信，就這樣繼續放著。原作只有一次對想對阿哲的事憤怒而爆發，而毆打了他，在那之後也有被阿哲反過來被盯上的困境。還有被小菊唆使「要是能在荷爾蒙的佐料來醃下駄」，不管怎麼樣的理由在千惠的店正在醃下駄的事情被千惠發現，而引起了騷動。

### 周圍的人物
百合根光三（配音員：表淳夫/劇場版：蘆屋雁之助）
名字或寫作耕三。賭博店「遊興俱樂部」的總負責人=「社長」為同好經營著，阿哲也在這賭場輸的一敗塗地，在愛貓安東尼奧死後，就從賭博金盆洗手了，然後轉變成好人轉而開起御好燒「堅氣屋」（御好燒是已經過世的安東尼奧愛吃的東西）。
被千惠與小鮃與小里（米谷里子）稱他為「御好燒店的大叔（お好み焼き屋のオッちゃん）」，阿哲與輕目良兄弟與小滿稱呼他為御好燒店的「老爹」。電影以及電視第一期的名單是統一被寫作「社長」，芳江稱呼他為「社長先生」。
原本有妻子但後來離婚（妻子：今西蜜子，兒子：今西薰。百合根中年時與蜜子生的孩子被他這個父親溺愛。阿薰與千惠的年紀相仿）。
平時個性溫厚，但是飲酒超過一升的話個性會改變，在酒醉清醒為止前誰也不敢接近他的店，因為他有那樣的大老虎般的變化（稍微醉的場面是不到大老虎般的地步，反而常常有開朗的個性般的場面）。在那個時候他的馬力並沒有與阿哲正經的競爭，在作品裡的登場人物中他是最強且驕傲的（進入地獄組的株的會的阿哲說「我與喝醉的野獸般的大叔去擊潰黑道的成員3個」。有時候也會去飲用工業用酒精的違法酒炸彈這劣質酒喝多了也會強烈的失控（實際上飲用工業用酒精，會失明也有生命的危險，但是還是在故事中演出）。安東尼奧的忌日，必定會在被製作成標本的安東尼奧面前念經，有時候小鐵和二世也會參加。喝酒超過一升時也會強制沒有關係的千惠和阿哲參加，完全無法辨別安東尼奧和阿哲的差別所在。
偶爾阿哲和輕目良兄弟，還有與小滿的訪問上也有親密的接觸。
實際上，他是大手旅館的公子，是經營著百合根耕太郎的長男。他是耕太郎與前妻的孩子，在母親過世後，喜歡風流的父親開始找女人，在那之後生下了百合根的同父異母弟弟百合根余三郎。
被父親喜歡的女人討厭百合根年輕的時候被「奶媽」小丸照顧，在之後與父親斷絕關係而拿了橫山大觀的畫像離家出走。在那之後，由小丸打的電話勞累得知年老的父親·耕太郎的命在旦夕，讓百合根回到好久不見的家。
與將臨終的父親再次重逢。並與繼母之間爭財產，繼承宗主方面的事情，但他本人很快就放棄了。並與父親·耕太郎喝酒和解，很安心的父親·耕太郎就這樣安詳的與世長辭了。
在那之後，為百合根的妻子的事情而到處奔走的小丸的多管閒事而感到棘手。還有在他年幼時小丸給他的愛稱是寶寶（他本人很怕聽到這稱呼）。
還有，小丸多管閒事之餘，如果把她趕出「監氣屋」的話，小丸就會把做成標本的安東尼奧給拿著逃走，喝的酩酊大醉時小丸的住宅就有警察上門逮捕而引起了騷動的情況發生。
與小丸一起擔任輕目良兄弟的媒人。第一人稱是「ワシ（我）」。
小丸
原本在經營大旅館百合根的本家的女傭，在百合根的父親·耕太郎過世以前，代替母親照顧小時候的百合根，而現在常常出現。為了重要的「寶寶」不論赴湯蹈火也要為他尋找相親的對象，在堅氣屋繁榮的時候，在各方面很多管閒事。
丸山滿（配音員：1.上方善男/2.國分郁男/劇場版：上方善男）
在西荻的派出所工作的警察。36歲或37歲。阿哲的青梅竹馬，相當於小弟的地位。以前是與阿哲一起做各種壞事的頑童，然而現在卻很認真的生活著。但是，也因為阿哲的關係讓他抬不起頭，但打算幫阿哲處理掉以前犯罪的事物，因此他缺乏作為警察的自覺性，不過連載到中間時便成了派出所所長（可能是由警部補晉升了）。與同事信子的婚禮是由阿哲和芳江擔任媒人。與輕目良兄弟的關係很壞。還有，與母親小貴與阿哲的母親小菊是朋友。第一人稱是「オレ（我）」。
丸山信子（配音員：志乃原良子）
小滿的妻子，舊姓：「山下」。。原是女警官，與丈夫小滿是在工作上認識的。表面上看起來很老實，不過她擁有在練劍道方面的事物。與小滿交戰的時候，漂亮的用往喉嚨的「打突」暫時讓小滿的聲音失去。就連阿哲也對她很畏懼···。她和小滿之間有個長男·丸山正雄，但是故事中連一次都沒有登場過。
丸山貴
小滿的母親，正雄的奶奶。她稱呼小菊為「小菊太太（お菊はん）」，而小菊稱她「小貴太太（おタカはん）」這樣互相稱呼的好友，她與小菊兒子的家人關係很好的並長久繼續往來。阿哲小時候，會把所作的壞事藏起來，因此被稱為永遠的壞孩子，她是愛阿哲的其中一位。一手養育小滿的一位飽受艱辛的人。
三橋英雄
西荻派出所的警察。
花井拳骨（配音員：須永克彥/劇場版：笑福亭仁鶴）
阿哲與小滿小學時代的級任老師，教職員退職後過著作家的生活。1908年出生（推定）大學時代（作品中被暗示在京都大學）是所屬相撲社的學生橫綱而活躍的同時，他也被作為研究李白的第一人而在將來備受矚目，在大學畢業後留在大學持續的研究李白，和有著權威的指導教授有著衝突的矛盾，然後他被扒光衣服全裸的吊在校內的白楊樹，他因為這件事情而離開了大學，之後作為一小學的教師直到退休，是個與權威無緣的豪放磊落的人物。被大眾媒體稱為「文壇的孤兒」。他是阿哲小學1年級到6年級的級任老師（聯絡簿老寫著「非常的惡劣」），擔任阿哲與芳江的媒人，夫人很早就過世了因此之後一直是獨身，一邊進行著寫作活動和優閒自在的生活。阿哲在外面稱拳骨為「花井大笨蛋（花井のドアホ）」這樣等不值得一說的髒話，阿哲在他面前抬不起頭。他拳骨對阿哲的愛是無法言喻的。千惠稱他「花井のオッちゃん（花井伯伯）」。他也是千惠的級任老師·阿涉的父親。第一人稱是「ワシ（我）」。
花井涉（配音員：1.伊藤保夫/2.隈本晃俊/劇場版：桂三枝）
花井拳骨的兒子，是千惠、小鲆、阿優和小隆的級任老師。阿哲直接稱他「阿涉」。與父親不同是個文弱書生並有著溫柔敦厚的個性。母親（拳骨的妻子）很早就過世的關係，因此他有在東京的親戚家生活過一段很長的時間，是登場人物中很稀奇不以關西腔而是說標準話。但是，他也常常有發音是關西腔的。為了完成作為教師的職責而讓父親感到很自豪，他自己也從（東京的）大學畢業，並就任相同的教職。第一人稱是「僕（我）」。
花井朝子（配音員：1.松金米子/2.押谷香/--）
作為阿涉的對象登場（在那之後結婚）的開朗的女性。舊姓：「向井」。對阿哲完全不害怕，因此阿哲對她朝子很頭痛。與阿涉一樣，說的是標準語。有打橄欖球的經驗，也有做過府警的教練。她與阿涉之間有個兒子「花井明」（小明與爺爺拳骨長得很相似，而她自己也非常喜歡阿哲的事情）。被阿哲以「五分頭」稱呼的簡短髮型是其特徵。第一人稱是「わたし（我）」。
平山丸太（配音員：上野真紀夫、久米學（第一期後半）/--/久米學）
小鮃的哥哥，是個國中生。由於有著軟弱的個性被阿哲強行推銷拳擊手套，戴著太陽眼鏡沒理由的被逼迫做著「男人」的修行，在各方面老是被利用。在國中所屬銅管樂隊社。演奏小號，其音色與妹妹小鮃的歌聲一樣，讓聽的人受不了而昏厥。他丸太與小鮃也有對阿哲坦率的接觸，阿哲對他們兄妹很有意思（看成是部下？），為何丸太的名字不好記住，總之其聲音連續發聲像是「像圓圈物品一樣的名字」，他的名字漢字寫作「丸太」。第一人稱是「僕（我）」。
平山媽媽（配音員：嶺遙）
小鮃、丸太的母親。是個非常普通的家庭主婦，西荻町的強烈的每人面前稍微感到很薄弱？總是用溫暖注視並守護著女兒和兒子的母親。在學生時代時所屬登山社，她也能表現其能力。
小林媽媽
阿優的母親，非常溺愛自己的兒子，對阿優不論如何都竭盡全力的典型的教育媽媽。是希望阿優能成為傑出人物而這樣養育著，對於級任老師花井涉也是時常對他阿諛奉承。她那個愛慕虛榮的外表常常會引起騷動。阿優曾說著「總是希望能像千惠的家庭一樣」這樣的話來，讓她很訝異，因為她非常討厭阿哲的事情，要不然她會爆發歇斯底里的樣子來。
雷蒙飛田（配音員：1.大橋壯多/2.田畑猛雄/大橋壯多）
原本是黑道組「地獄組」的頭目。42歲或43歲。說著很荒唐的英語。賭博大會（大阪株之會）與戴著狐狸和戴著火男的假面阿哲還有百合根對決，騷動的結果是遭到逮捕（阿哲與百合根因為戴著假面，沒有被強行進入警察看到臉，也多虧了千惠與小菊而避免遭到逮捕）。因為那個原因使的「地獄組」解散，他視阿哲為眼中盯決定要把阿哲幹掉。在那之後，經營拳擊館當職業拳擊手想要打敗阿哲可是卻失敗了。還有，與大阪的黑道們打算前往參選議員的候選和策劃阿哲的放逐，但這個也失敗（落選的原因是選舉違反）。變成黑道前是智慧環的職人。他的弟弟和他長得同一張臉，但是個男同性戀，後續是天野鱗猿郵寄給千惠的照片，雷蒙飛田一起穿女裝。事業失敗後一段時間失去了「地獄組」的大樓但後來又失而復得，以牛排館「地獄館（ヘルハウス（開店當初名字是「地獄館」））」的老闆（經營者）恢復。稱呼千惠是「赤貧孩童（赤貧チルドレン）」。第一人稱是「ワシ（我）」。
仁吉（配音員：1.南條好輝/2.希望豐/--）
雷蒙飛田的部下，也是秘書為他的老闆做各式各樣的事情。被海契爾稱為「小劍」，「劍」有可能是他的姓氏。過去的事情完全不清楚，但是說和雷蒙飛田在一起卻是最幸福的，曾有走過一段相當辛苦的人生。
奇蹟海契爾（Miracle Hatcher）
表面上是雷蒙飛田從拉斯維加斯請來的人，世界第一的株師。但實際上是在演藝場弄撲克牌的發牌人，被稱為「小海」
輕目良兄（配音員：1.家野繁次/2.武原洋好/修（盆地））
通稱「輕目良1號」。本名是「菊崎健二」。32歲或33歲。以前與輕目良弟一起拉輕目燒的攤子，而被阿哲這樣稱呼他們。之後拉麵店「輕目良亭」一起和輕目良弟經營。總是被阿哲驅使而抬不起頭來。以前也有在西日本擔任過踢拳。當時的擂台名是「阿拉克蘭菊崎（Alacran Kikuzaki）」而（輕目良弟說阿拉克蘭在西班牙語有「蠍子」的意思在）。光頭，額頭上的角落有傷痕。九州（小倉？）出身。第一人稱是「ワシ（我）」。
輕目良弟（配音員：1.原一平/2.山崎博之/正人（盆地））
通稱「輕目良2號」。本名是「山下勘一」。羨慕輕目良兄常常和他一起行動。被輕目良兄取了「山勘」的綽號。以前與輕目良兄一起拉輕目燒的攤子，而被阿哲這樣稱呼他們。之後拉麵店「輕目良亭」一起和輕目良兄經營。他與輕目良兄的妻子的姊姊結婚，因此在戶籍上是兄弟。德島縣出身，父親死後由弟弟和弟媳繼承家業。在踢拳時代是輕目良兄的教練員。第一人稱是「ワシ（我）」。
山下惠子
輕目良兄弟的義弟的妻子，惠子的姊姊，比妹妹惠子稍微要大方。
菊崎良子
百合根耕太郎的旅館的原作業員。輕目良兄的妻子。惠子的妹妹，等於是輕目良兄弟的義弟變成大哥。名字的讀法是「よしこ」還是讀作「りょうこ」，在小丸與惠子叫她「小良」，而確定不是｢りょうこ｣的讀法。
清治
惠子與良子的父親。喝酒時不戴太陽眼鏡，是個凡事小心的小心者。
天野勘九郎（配音員：多賀勝/--/--）
阿哲在鑑別所的同期。36歲或37歲。以前他和鱗猿作勒索的事情而栽了跟，而被阿哲勸說後改過，在服役完後與妻子復合而一家成為西荻的居民。在初期的單行本以「島勘九郎」名義介紹。在家庭電子遊戲「小麻煩千惠 尋找炸彈女孩的幸福」是以全片假名的「島勘九郎」介紹。第一人稱是「ワシ（我）」。
天野鱗猿（配音員：小川聰明/--/--）
勘九郎的兒子，是一個不良少年。光頭的右邊稍微有點凹。與父親勘九郎合作做勒索的事情，父親遭到逮捕的時候就不做了。小學4年級時為了比父親還要厲害，和阿哲抽煙、打小鋼珠和雷蒙飛田等大人對象說出賺錢等話題還有一些賣弄小聰明的言行，千惠與小菊耶揶揄他是「小號的阿哲」。很喜歡千惠不過並不坦率。有一時期住在母親和歌山縣的娘家，勘九郎出所後，就搬家到西荻，並在千惠隔壁的學校通學。搬家後他在學校，擔任班上的班長，成為像「大哥」一樣愛慕部下的少年，也很意外的很有人緣，讓千惠非常吃驚。第一人稱是「ワシ（我）」，有時候也會說「オレ（我）」。
釜地捨丸
阿哲在大和鑑別所的所長。懦弱地把胃潰瘍和胃癌給搞錯導致神經質，擅長抓泥鰍和大漫才。
釜地勳
捨丸的長男。
黑田誠
大和鑑別所竹本班的其中一人。綽號：「螃蟹」。總是吹著泡泡。
笹原浩二郎
大和鑑別所竹本班的其中一人。綽號：「鮟鱇」。好像被阿哲給忘了。在同學會的時候沒有被介紹只有頭登場就結束了。在夥伴再次登場時的擔任打順時他就自我介紹。
園田徹
大和鑑別所竹本班的其中一人。綽號：「炸什錦」。搶過警察的手槍。
西村正二
大和鑑別所竹本班的其中一人。綽號：「馬鈴薯」。是常偷澡堂的櫃檯的錢的慣竊。
藤山孝
大和鑑別所竹本班的其中一人。綽號：「故弄玄虛」。
森下甚助
大和鑑別所竹本班的其中一人。綽號：「可樂餅」。在近鐵百貨公司偷了柯爾特45手槍。
約德爾·里見（Jodel Satomi）
在大和鑑別所照顧過阿哲的男子。有留下紙條讓阿哲照顧小寶寶。現在在白濱的旅館工作。
周
與拳骨在大學時代就是好朋友，通稱「周醫生」，被阿哲稱為「燒賣」。在西荻開著針灸的診所。有針灸的實力，西荻的每人都仰賴他。是個有著獨特風貌和平穩個性的人物，缺點是非常喜歡株。他在來到西荻的時候，最怕拳骨第一的事情，阿哲與他的株情投意合，但是···。
橫島厚岸
花井拳骨大學時代的老師。把拳骨的成果當成自己的成果發表，還做了把拳骨衣服扒光全身裸露的給吊到白楊樹的事情。
米谷爸爸
里子的父親，是個銀行員，在搬家到西荻時突然辭去工作，並開始出現在輕目良兄弟的拉麵店打工。住在百合根家的二樓，受到西荻許多人們的溫情。在那之後，搬家到奶奶住的岡山，經營著和輕目良兄弟的店一樣商號的拉麵店「輕目良亭」。
米谷奶奶
里子的父親的母親，也就是里子的祖母。以前在岡山經營食堂「米谷（よね谷）」，現在年紀大而退休了。

### 千惠的同學
平山鲆（配音員：三輪勝惠/--）
與千惠關係非常好的同學，丸太的妹妹。是個努力著，被周圍的人認為他很笨的話她會很介意。繪畫和相撲方面非常的擅長，特別是繪畫在大阪府的競賽獲得金牌獎（題材是阿哲打拳擊的場面）而感覺好極了。但是她不懂音樂卻也是個音痴，其歌聲會讓人受不了而昏厥。有著坦率的個性，阿哲對她也很甜蜜。第一人稱是「ウチ（我）」。
在電影版沒有登場。為了存在的深刻印象，導演·高畑勳說不一定要讓她登場。
小林優（配音員：1.入江則雅/2.谷真佐茂/劇場版：島田紳助）
千惠的同學，也是班長。是學校的模範生，常常和千惠與小鮃在一起，其實很膽小總是被千惠打，受到暴力欺負總是會哭。在給千惠的「壞話筆記本（悪口ノート）」寫著滿滿的壞話，這個給安東尼奧二世讀也能說的出來，他看起來很有學問的樣子。其實他對千惠有著是扭曲的愛的表現。在教育媽媽的母親的呵護下有著自卑感，對於來自母親的期待而備感壓力，結局被寶寶給養育著。對於父親的事情有幾次提及，而他父親臉有被小鮃所描繪的肖像畫上畫過1張過，但是他父親本人並沒有登場過。
作者春木說，阿優是春木以自己為原型，「我很明白阿優的心情，那個令人不快的角色是我自己」描述著年輕時候的心情。第一人稱是「オレ（我）」，有時候也會說「僕（我）」。
小隆（配音員：1.井手上勝富/2.長岡伸明/劇場版：松本龍助）
千惠的同學，總是和阿優在一起行動。通稱「腰包」。可是很意外的運動神經很好。初期被以「浩二」這樣稱呼。春木以原助手的岩重孝為原型。第一人稱是「オレ（我）」或是「僕（我）」。
米谷里子（配音員：--/--/--）
千惠班上的轉學生。通稱「小里」。在學習·運動方面都很優秀的優等生。在轉入千惠的學校之前，因為父親工作的關係，而不停的搬家。轉學當初，飼養的貓咪洛克與小鐵的過去的因緣的差錯，被千惠給視為敵人。在馬拉松大會後，化解誤會而和好，她與千惠·小鮃的關係很要好（阿優說她們是「香噴噴三人組」）。後來她父親辭了自謀職業後，就搬到鄉下的岡山了。

### 貓咪
小鐵（配音員：永井一郎/劇場版：西川潔）
千惠飼養的貓咪。額頭上有新月狀的傷痕是其商標。在流浪貓時代擁有許多武勇傳的極道貓。千惠在芳江（當時還離家出走）出門時，受到經常去的糖果店的吸引而成為竹本家的一員（電影版是在千惠的店的前面走過，吃了一串千惠給的荷爾蒙燒）。千惠給他選的候選名字牠全部都討厭，因為和阿哲一樣很不聽話而被命名為小鐵。在千惠的店會掃除、打算盤、做荷爾蒙燒、看家等的超級貓。會讀全部文字的假名和少許的漢字，也了解藝術。
貓咪，不論在人類面前都是最強的，也被做以千惠的保鏢的方式介紹。以前他有「月輪的雷藏」、「落駒的銀次」為名的知名遊俠貓，牠在「流浪貓（どらン猫（こ））」系列裡是主角。額頭上新月的傷痕也有秘密。現在有的時候也會去做流浪之旅。有「流浪貓發電機（ドラ猫発電機）」、「戰鬥機（ファイティングマシーン）」等無數的知名綽號，現在以小鐵通稱，儘管是飼養的貓咪，在葫蘆池釣鯽魚並把它做成醃製品來保存著，他本身就有著自己謀生的能力。有時候他也會抽煙。必殺技是「必殺玉潰」。安東尼奧慘死的主要原因是自己的「玉潰」被牠拿走了，在與二世的復仇戰並沒有使出這一手。現在代替死去的安東尼奧，成為二世的半個監護人。第一人稱是「ワシ（我）」（年輕時是「オレ（我）」）。
安東尼奧（配音員：飯塚昭三/劇場版：橫山康）
百合根光三飼養的貓咪，在賭博店「遊興俱樂部」單手工作。通稱是「安東」。年輕的時候為所欲為得罪了貓咪們（兒子二世在後面幫牠一肩扛下）。在賭博的時候與百合根相遇而被他飼養。在「遊興俱樂部」的人想見造成暴動的阿哲，被阿哲認為是「被土佐鬥犬給咬死的貓」那樣強烈爭吵的結果，後來與小鐵戰鬥的時候，使出必殺技「玉潰（タマつぶし）」，而牠右邊的睪丸被拿走而敗北。在那之後氣勢怎個衰弱掉，最後被附近的狗欺負而被咬死（那隻狗後來咬了阿哲）。死後被製作成「堅氣屋」的店內的鎮店標本。從年輕的時候得罪了貓開始，就被捲入各式各樣的騷動，被壓扁，被丟到水裡，是個很不鎮定的標本。第一人稱小鐵一樣是「ワシ（我）」。
安東尼奧二世（配音員：1.山之內真理子（第一期前半）、太田淑子（第一期後半）/太田淑子/劇場版：橫山康）
安東尼奧的兒子。通稱是「二世」。與荒唐的父親不同，有著同情心和忠厚的個性。嬰兒時代有著被父親安東尼奧拋棄了生牠的母親的遭遇和境遇，二世牠自己對小鐵說過這樣的事情。流浪之旅結束後，留在父親安東尼奧「堅氣屋」，在阿哲的企圖下要他對小鐵報父親的仇而展開決鬥，並在小鐵的捨身勸說下和解，以後便的愛慕小鐵。
每年春天與秋天就會變得神經質（說著裝模作樣的台詞和說哲學的話，或著看著天空發呆 等），常常讓小鐵非常吃驚。
記號是紅圍巾，那是在流浪貓排除運動的時候失去朋友的痛苦回憶，那是流浪貓排除運動的中心人物的某個町會長穿的袍子上扯下來的部分。在復仇之後，為了不忘記朋友而一直戴在身上。
是小鐵排遣時的流浪同好。喜歡聽聞小鐵不想說的無賴時代的事情。第一人稱是「オレ（我）」。小鐵也一樣，說的不是人類的語言但能讓人類了解其語言。文字也多少都讀得懂，花了時間連阿優的壞話筆記本都能看得懂。
洛克
里子飼養的貓咪。與小鐵很早以前就有因緣關係。以前住在秋田的時候，小鐵給牠取了「大便丸」這樣的稱呼，在米谷家的人搬過來時先去尋找小鐵。在西荻發現了小鐵，在那之後發展到讓大家捲入一場騷動···。

## 動畫電影
1981年4月11日公開。同年的電影旬報日本電影第36位。主要角色是中山千夏·西川紀夫他們，他們不是聲優而是在關西活躍的演員和吉本興業所屬的搞笑藝人而被使用。為西川紀夫的「（後期錄音）2日被約束的酬勞金五萬元」。
劇中千惠與芳江觀賞的電影館的上映作品，同樣是東寶作品的「怪獸島決戰 哥吉拉之子」的映像被插入。還有千惠的班上同學中的不二家的角色·牛奶妹也入鏡。
電影公開先鋒，東寶以「小麻煩千惠通信」與這個B6傳單以全5冊的1冊300元發售。DVD是「吉卜力全珍藏（ジブリがいっぱいコレクション）」系列2004年4月發售。
毎日放送（MBS）是電視動畫開始的半年前的1981年4月12日，關西電視台制作·富士電視台系列的「花王名人劇場」の時段以「動畫DE漫才·小麻煩千惠」的樣子播放。劇場版動畫的公開合起來企劃，把動畫與真實的內容合起來。劇場版·MBS版的阿哲的聲音擔任是西川紀夫，也同樣演出動畫的阿哲。

### 工作人員
- 製作：多賀英典、片山哲生
- 制作擔任：仙石鎮彥
- 制作進行：竹內孝次
- 腳本：城山昇、高畑勳
- 作畫監督：小田部羊一、大塚康生
- 美術監督：山本二三
- 攝影監督：高橋宏固
- 錄音監督：加藤敏
- 負片編輯：高橋和子
- 標題：藤井敬康
- 整音：前田仁信
- 效果：倉橋靜男（東洋音響效果小組）
- 編輯：鶴淵充壽
- 音樂：星勝
- 副導演：三家本泰美
- 導演：高畑勳
- 製作: 凱蒂音樂、東京電影新社（現·東京電影）
- 制作協力：Telecom Animation Film、澤田隆治
- 配給：東寶
- 上映時間：110分

### 主題歌
- 片頭曲「小麻煩千惠」
  - 作詞：阿久悠、作曲：岡本一生、編曲：星勝、歌：BG4
- 片尾曲「春天的預感」
  - 作詞：來生悅子、作曲：來生孝夫、編曲：星勝、歌：BG4

## 電視動畫
1981年秋天開始毎日放送（MBS）的企劃·制作成電視動畫。第1期與第2期系列的DVD-BOX是萬代影視發售。

### 第1期系列
毎日放送（MBS）制作自1981年10月3日播至1983年3月25日為止。全65話。根據成為導演的高畑勳的意象，千惠·阿哲·小滿的角色與電影版是配同樣的角色，其他主要角色有說自然的大阪腔的聲優·演員·還有童星來擔任。還有，片頭動畫是電影版的產物被轉用。
當初是MBS·TBS·SBC·RSK是星期六的傍17:00開始播映，之後在1982年4月改至星期五19:00開始播出。MBS的最高收視率是29.1%。

#### 工作人員（第1期）
- 原作：春木悅巳
- 製作人：仙石鎮彥
- 美術監督：早乙女滿
- 人物設計：小田部羊一
- 錄音監督：加藤敏
- 攝影監督：三澤勝治
- 音樂：風戸慎介
- 録音監督：鈴木清司
- 編輯：掛須秀一
- 文藝擔任：山崎敬之
- 制作擔任：尾崎隠通
- 總導演：高畑勳
- 原畫：後藤紀子、池田淳子、星川信芳、松田芳明、島崎克實、高田三郎、荒井學、牟田清司、島田英明、木下勇喜、富山司、石津和子、青島正和、辻初樹、野崎溫子、平山智、尾形重夫、札木幾夫、西島義隆、本宮真弓、三上貴文、道下有希子、高坂希太郎、鳥居愛緒、半田由利、堀本善法、山沢実、保田康治、齊木美惠子、堀越新太郎、村松尚雄、吉田正宏、相澤真理子、渡部高志、中山和子、谷平久美子、小堀英子、大森利之、鈴木真理子、中矢卓、鈴木澄江、吉田忠勝、佐佐木淑子
- 動畫：富澤洋子、松本昌代、高坂希太郎、根岸博文、安藤範雄、簗田由實、松原徳弘、遠藤徹哉、齊藤真理子、松本小百合、深水正人、中島英子、三上貴文、野口昇子、內海美雪、本宮真弓、大西雅也、北川貴子、深谷米子、柳澤哲子、阿部卓司、當麻公子、石原嘉子、山田光洋、内田義弘、川口智子、大久保富彥、永井惠子、飯田勉、桑形孝子、久保田豐、長谷川仁、大森利之、寺澤伸介、志村泉、小堀英子、町田由美、山崎久美、小林幸子、渡邊久美、奧野浩行、高橋幸江、田口裕美子、齊藤喜代子、水谷清、祝浩司、矢野順子、渡邊由加里、山內薫、寺田清美、小宮尚彥、小林真理子、蒲木信夫、井上直宏、國井睦、小谷久美子、中林睦雄、安田紀子、橋本明美、比留田真弓、小川祐子、山中仁子、川崎博嗣、田中美鈴、千田尾秀一
- 色指定：細內陽子
- 仕上・彩畫：瑪蓮工作室、羅賓工作室、真紀生產、北齋、遊民社、IM工作室、基利工作室、動畫世界
- 美術設定：吉崎正樹、村上律子
- 背景：早乙女生產、波普、迷你〜後、ARTLAND、阿爾法、拉斯考工作室
- 攝影：旭生產
- 錄音技術：中田順一
- 効果：倉橋靜男
- 標題設計：高具工作室
- 演出助手：佐藤博明、比留間敏之、棚澤隆
- 制作進行：家野喜世史、岩田幹宏、木村健吾、石川隆、森木徹、佐佐木公史、齋藤俊哉、柳內一彥
- 錄音：東北新社
- 現像：東映化學
- 製作：毎日放送、東京電影新社

#### 主題歌（第1期）
- 片頭曲「抓住水桶中的太陽[3]」」（For Life Records）
  - 作詞：春木悅巳、作曲：惣領泰則、早川博二、編曲：惣領泰則、歌：中山千夏、大野進
- 片尾曲「春天的預感」（For Life Records）
  - 作詞：春木悅巳、作曲：惣領泰則、編曲：惣領泰則、歌：中山千夏

#### 標題播映表
| 話數 | 日本副標題                        | 中文副標題                     | 播映日         | 腳本       | 演出       | 作畫監督             |
| ---- | --------------------------------- | ------------------------------ | -------------- | ---------- | ---------- | -------------------- |
| 1    | 決めたれ!チエちゃん               | 決定了！千惠                   | 1981年10月3日  | 城山昇     | 佐佐木正廣 | 才田俊次             |
| 2    | テツは教育パパ?                   | 阿哲是教育爸爸？               | 1981年10月17日 | 城山昇     | 武元哲     | 宇田川一彥           |
| 3    | 激突!小鉄対アントン               | 衝突！小鐵對安東               | 1981年10月24日 | 城山昇     | 橫田和善   | 宇田川一彥           |
| 4    | テツの薬はゴロンパー              | 阿哲的藥是哥隆坡               | 1981年10月31日 | 城山昇     | 佐佐木正廣 | 才田俊次             |
| 5    | おバァのテツ救出作戦              | 奶奶的阿哲救出作戰             | 1981年11月7日  | 篠崎好     | 秋山勝仁   | 宇田川一彥           |
| 6    | テツと運動靴とマラソン            | 阿哲與運動鞋與馬拉松           | 1981年11月14日 | 篠崎好     | 武元哲     | 小山部羊一           |
| 7    | テツの最も恐れる日                | 阿哲最害怕的日子               | 1981年11月28日 | 城山昇     | 秋山勝仁   | 宇田川一彥           |
| 8    | 母は来ました。                    | 母親來了。                     | 1981年12月5日  | 城山昇     | 橫田和善   | 才田俊次             |
| 9    | テツの家出?                       | 阿哲離家出走                   | 1981年12月12日 | 篠崎好     | 安室克也   | 宇田川一彥           |
| 10   | アントニオJr.登場!                | 安東尼奧二世登場！             | 1981年12月19日 | 篠崎好     | 佐佐木正光 | 清山滋崇             |
| 11   | 金賞!チエちゃんの作文             | 獎金！千惠的作文               | 1981年12月26日 | 城山昇     | 武元哲     | 丹內司               |
| 12   | 野球で勝負!勝負!                  | 以棒球定勝負！勝負！           | 1982年1月9日   | 城山昇     | 御廚恭輔   | 朝倉隆               |
| 13   | おバァのホームラン                | 奶奶的全壘打                   | 1982年1月16日  | 城山昇     | 橫田和善   | 才田俊次             |
| 14   | 勘九郎とコケザル                  | 勘九郎與鱗猿                   | 1982年1月23日  | 篠崎好     | 佐佐木正光 | 清山滋崇             |
| 15   | まわりはみんなフンドシ            | 轉動的是大家的褌               | 1982年1月30日  | 篠崎好     | 秋山勝仁   | 宇田川一彥           |
| 16   | 相撲大会近し 強敵デク登           | 相撲大會接近 強敵戴克登        | 1982年2月6日   | 篠崎好     | 武元哲     | 朝倉隆               |
| 17   | 相撲大会 ヒラメがんばる           | 相撲大會 小鲆加油              | 1982年2月13日  | 城山昇     | 三家本泰美 | 才田俊次             |
| 18   | 相撲大会 テツ対デク登             | 相撲大會 阿哲對戴克登          | 1982年2月20日  | 城山昇     | 北原健雄   | 北原健雄             |
| 19   | テツ只今入院中                    | 阿哲現在住院中                 | 1982年2月27日  | 篠崎好     | 橫田和善   | 清山滋崇、宇田川一彥 |
| 20   | テツはミツルの仲人?               | 阿哲是小滿的媒人？             | 1982年3月6日   | 篠崎好     | 三家本泰美 | 朝倉隆               |
| 21   | テツのギプスがとれた日            | 阿哲的石膏拿掉的日子           | 1982年3月13日  | 城山昇     | 御廚恭輔   | 木下勇喜             |
| 22   | あァ!ミツルの結婚式               | 啊啊！小滿的婚禮               | 1982年3月20日  | 城山昇     | 石田昌平   | 才田俊次             |
| 23   | はじかれて御破算のテツ            | 被帶去一筆勾銷的阿哲           | 1982年4月9日   | 城山昇     | 三本家泰美 | 星川信芳             |
| 24   | ひょうたん池の決闘                | 葫蘆池的決鬥                   | 1982年4月16日  | 篠崎好     | 橫田和善   | 朝倉隆               |
| 25   | 昔のはなしはテレくさい!           | 很久以前電的故事！             | 1982年4月23日  | 宮本昌孝   | 三本家泰美 | 木下勇喜             |
| 26   | ヒラメのかくれた才能              | 小鲆隱藏的才能                 | 1982年4月30日  | 高屋敷英夫 | 御廚恭輔   | 北原健雄、清山滋崇   |
| 27   | ヒラメ、いかるがの絶唱            | 小鲆，憤怒的絕唱               | 1982年5月14日  | 高屋敷英夫 | 三本家泰美 | 才田俊次             |
| 28   | チエの通知簿、さえないけれど      | 千惠的聯絡簿，不太理想         | 1982年5月21日  | 城山昇     | 御廚恭輔   | 北原健雄             |
| 29   | 大当り!ホンコン、マカオの旅       | 中大獎！香港、澳門之旅         | 1982年5月28日  | 宮本昌孝   | 安濃高志   | 北原健雄             |
| 30   | 猫もしゃくしも地獄組へ            | 貓咪和杓子前往地獄組           | 1982年6月11日  | 宮本昌孝   | 御廚恭輔   | 木下勇喜             |
| 31   | 浪花の華!地獄組大乱闘             | 浪花的華！地獄組大亂鬥         | 1982年6月18日  | 高屋敷英夫 | 三家本泰美 | 朝倉隆               |
| 32   | 天井裏にしばられたテツ            | 被綁在井裡的阿哲               | 1982年7月9日   | 高屋敷英夫 | 秋山勝仁   | 星川信芳             |
| 33   | テツも小鉄もいい男!?              | 阿哲和小鐵都是好男子！？       | 1982年7月16日  | 宮本昌孝   | 橫田和善   | 才田俊次             |
| 34   | 親子でケンカはいいもんだ          | 父母和子女吵架是很好的         | 1982年7月23日  | 高屋敷英夫 | 御廚恭輔   | 北原健雄             |
| 35   | アントニオ修理記念大パーティー    | 安東尼奧修理紀念大派對         | 1982年8月6日   | 宮本昌孝   | 三家本泰美 | 朝倉隆               |
| 36   | テツ、怒りの豪速球!               | 阿哲，憤怒的豪速球！           | 1982年8月13日  | 宮本昌孝   | 佐藤博明   | 木下勇喜             |
| 37   | テツに似たらお嫁に行けン!?        | 與阿哲相似的媳婦前往！？       | 1982年8月20日  | 高屋敷英夫 | 橫田和善   | 北原健雄、丹內司     |
| 38   | テツのきらいな父兄運動会          | 阿哲最討厭的家長運動會         | 1982年8月27日  | 宮本昌孝   | 御廚恭輔   | 才田俊次             |
| 39   | ふんだりけったりのテツ            | 狼狽不勘的阿哲                 | 1982年9月3日   | 宮本昌孝   | 三家本泰美 | 友永和秀             |
| 40   | みんなで海にきたものの…           | 雖然大家一起來到海邊···        | 1982年9月10日  | 高屋敷英夫 | 秋山勝仁   | 木下勇喜、星川信芳   |
| 41   | 夏の終わりのおみやげ二つ          | 夏天結束的兩個土產             | 1982年9月17日  | 高屋敷英夫 | 御廚恭輔   | 朝倉隆               |
| 42   | テツが主催の同窓会                | 阿哲主辦的同學會               | 1982年9月24日  | 宮本昌孝   | 橫田和善   | 小林一幸             |
| SP   | 小鉄・ジュニアの秘められた過去    | 小鐵·二世祕密的過去            | 1982年10月15日 | 高屋敷英夫 | 三家本泰美 | 友永和秀             |
| 43   | テツの特別ボクシングコーチ        | 阿哲的特別拳擊教練             | 1982年10月22日 | 高屋敷英夫 | 三家本泰美 | 北原健雄、清山滋崇   |
| 44   | リングの死闘?! テツ対ワイルド蛮地 | 擂台的死鬥？！阿哲對懷爾德蠻地 | 1982年10月29日 | 高屋敷英夫 | 御廚恭輔   | 才田俊次             |
| 45   | ヒラメのモデルはつらかった        | 小鲆當模特兒很辛苦             | 1982年11月5日  | 宮本昌孝   | 山田勝久   | 小林一幸             |
| 46   | ヒラメちゃんのプレゼント          | 小鲆的禮物                     | 1982年11月12日 | 宮本昌孝   | 三家本泰美 | 木下勇喜             |
| 47   | 目撃!テツとヨシ江のデート         | 目擊！阿哲與芳江的約會         | 1982年11月19日 | 高屋敷英夫 | 橫田和善   | 北原健雄             |
| 48   | ヒラメちゃんの表彰式              | 小鲆的頒獎                     | 1982年11月26日 | 高屋敷英夫 | 御廚恭輔   | 朝倉隆               |
| 49   | 小鉄に見られたラブレター          | 被小鐵看見的情書               | 1982年12月3日  | 宮本昌孝   | 御廚恭輔   | 小林一幸             |
| 50   | リングネームはマッドドッグ        | 擂台名是瘋狗                   | 1982年12月10日 | 高屋敷英夫 | 三家本泰美 | 朝倉隆               |
| 51   | テツ、東洋チャンピオンに挑戦!     | 阿哲，向東洋冠軍挑戰           | 1982年12月17日 | 高屋敷英夫 | 佐佐木正光 | 清山滋崇             |
| 52   | チエとヒラメで主役決定!           | 千惠與小鲆的主角決定！         | 1982年12月24日 | 宮本昌孝   | 橫田和善   | 才田俊次             |
| 53   | 学園パニック!ヒラメ、再び絶唱     | 學園恐慌！小鲆，再次絕唱       | 1983年1月7日   | 宮本昌孝   | 御廚恭輔   | 朝倉隆               |
| 54   | 男・マルタのケンカ術              | 男·丸太的吵架技術              | 1983年1月14日  | 高屋敷英夫 | 御廚恭輔   | 朝倉隆               |
| 55   | V奪回!おバァのオールド・パワー    | V奪回！奶奶的老年力量          | 1983年1月21日  | 高屋敷英夫 | 御廚恭輔   | 木下勇喜             |
| 56   | チエとヒラメ恋に悩む?!            | 千惠與小鲆戀愛的煩惱？！       | 1982年1月28日  | 宮本昌孝   | 三家本泰美 | 北原健雄             |
| 57   | 登場!先生の恋人                   | 登場！老師的戀人               | 1982年2月4日   | 宮本昌孝   | 橫田和善   | 才田俊次             |
| 58   | モーレツ!先生の恋人               | 猛烈！老師的戀人               | 1983年2月11日  | 高屋敷英夫 | 御廚恭輔   | 北原健雄、小原秀一   |
| 59   | テツのまわりは敵だらけ            | 阿哲的周圍都是敵人             | 1983年2月18日  | 高屋敷英夫 | 三家本泰美 | 朝倉隆               |
| 60   | ああ!世紀のラグビー決戦!!         | 啊啊！世紀的橄欖球決戰！！     | 1983年2月25日  | 宮本昌孝   | 三家本泰美 | 才田俊次             |
| 61   | プロポーズされたヨシ江はん!       | 被求婚的芳江小姐！             | 1983年3月4日   | 宮本昌孝   | 御廚恭輔   | 小林一幸             |
| 62   | テツの頭はカチカチ山              | 阿哲的頭是滴嗒滴嗒山           | 1983年3月11日  | 高屋敷英夫 | 橫田和善   | 朝倉隆               |
| 63   | 応援団長がやって来た              | 應援團長來了                   | 1983年3月18日  | 高屋敷英夫 | 三家本泰美 | 北原健雄             |
| 64   | 最終回とはいうものの              | 雖然是最終回                   | 1983年3月25日  | 宮本昌孝   | 御廚恭輔   | 才田俊次             |

### 第2期系列
1991年10月19日播至1992年9月22日為止，並以「千惠奮戰記 小麻煩千惠」與前作同樣是毎日放送制作而播映。全39話。當時紀夫·善男已經是解善狀態，所以小滿的角色上方善男並沒有演出。還有，這前作與電影版也不同，這有採用沒說大阪腔的聲優。當初是星期六17點開始被播出的，隔年1992年2月播出時間變更為星期二19時。報紙的電視攔是以「小麻煩千惠奮戰記（じゃりン子チエ奮戦記）」的方式記載。

#### 工作人員（第2期）
- 企劃：増田廣宣、山口清志、松元理人
- 製作人：谷紳一郎、菅野章子、菅野俊秀、大場龍男、尾崎隠通
- 美術監督：土師勝弘
- 攝影監督：齋藤秋男、伊藤修一
- 錄音監督：加藤敏
- 制作擔任：小島哲
- 音樂：中村暢之
- 人物設計：才田俊次
- 導演：橫田和善
- 製作：東寶株式會社、東京電影新社、毎日放送

#### 主題歌（第2期）
- 片頭曲「絕唱！！關門聲的音頭」（東芝EMI）
  - 作詞：紅玉、作曲：工藤崇、早川博二、編曲：多田光裕、歌：中山千夏
- 片尾曲「寂寞的新月」（東芝EMI）
  - 作詞：帆刈伸子、作曲：羽場仁志、編曲：多田光裕、歌：佐佐木真理

#### 標題播映表
| 話數 | 日本副標題                   | 中文副標題                | 播映日         | 腳本                 | 分鏡       | 演出       | 作畫監督   |
| ---- | ---------------------------- | ------------------------- | -------------- | -------------------- | ---------- | ---------- | ---------- |
| 1    | 拾った財布はなおコワイ!      | 撿到的錢包好可怕！        | 1991年10月19日 | 高屋敷英夫、橫田和善 | 橫田和善   | 橫田和善   | 才田俊次   |
| 2    | 顔が悪いッ!                  | 兇惡的臉！                | 1991年10月26日 | 高屋敷英夫           | 片淵須直   | 須藤典彥   | 朝倉隆     |
| 3    | 秋風にいきなりギックリ       | 秋風來臨而吃驚            | 1991年11月2日  | 日吉惠、佐藤博暉     | 佐藤博暉   | 佐藤博暉   | 伊藤一男   |
| 4    | おんな組の襲撃               | 女組的襲擊                | 1991年11月9日  | 竹內啟雄             | 橫田和善   | 須藤典彥   | 山本泰一郎 |
| 5    | テツの最後ッ屁               | 阿哲最後的放屁            | 1991年11月16日 | 竹內啟雄             | 佐藤博暉   | 佐藤博暉   | 才田俊次   |
| 6    | マサルの宿替い               | 阿優換住處                | 1991年11月30日 | 金春智子             | 片淵須直   | 須藤典彥   | 朝倉隆     |
| 7    | どすこいゲン直し             | 用相撲打賭來修正          | 1991年12月7日  | 高屋敷英夫           | 山口賴房   | 佐藤博暉   | 伊藤一男   |
| 8    | テツの白星ホルモン           | 阿哲的勝利荷爾蒙          | 1991年12月14日 | 高屋敷英夫           | 橫田和善   | 須藤典彥   | 山本泰一郎 |
| 9    | 大晦日みんな揃ってバチ当り   | 除夕前大家都齊聚一堂      | 1991年12月21日 | 日吉惠               | 青山弘     | 佐藤博暉   | 朝倉隆     |
| 10   | 西萩常夏ブルース             | 西荻常夏布魯斯            | 1991年12月28日 | 金春智子             | 須藤典彥   | 須藤典彥   | 才田俊次   |
| 11   | 逆襲!!猫のエイハブ           | 逆襲！！貓咪艾哈伯        | 1992年2月4日   | 高屋敷英夫           | 橫田和善   | 佐藤博暉   | 伊藤一男   |
| 12   | 桜前線浮かれ猫               | 櫻花前線興致勃勃的貓      | 1992年2月11日  | 高屋敷英夫           | 橫田和善   | 橫田和善   | 朝倉隆     |
| 13   | 地獄のバースデイ             | 地獄的生日                | 1992年2月18日  | 高屋敷英夫           | 片淵須直   | 須藤典彥   | 才田俊次   |
| 14   | 周旋屋シャッター事件         | 房仲業者關門事件          | 1992年2月25日  | 日吉惠               | 片淵須直   | 佐藤博暉   | 木下勇喜   |
| 15   | マダラのテツ                 | 真鱈阿哲                  | 1992年4月7日   | 金春智子             | 橫田和善   | 須藤典彥   | 朝倉隆     |
| 16   | かたぎ屋厄除け騒動           | 堅氣屋除惡運騷動          | 1992年4月14日  | 高屋敷英夫           | 片淵須直   | 佐土原武之 | 才田俊次   |
| 17   | 当選「ヨシ江ちゃん」         | 當選「芳江」              | 1992年4月21日  | 高屋敷英夫           | 森脇真琴   | 佐藤博暉   | 上宇都辰夫 |
| 18   | 黒シャツパワー               | 黑襯衫力量                | 1992年4月28日  | 日吉惠               | 酒井明雄   | 須藤典彥   | 伊藤一男   |
| 19   | 黒シャツ騒動お忘れ会         | 黑襯衫騷動忘年會          | 1992年5月5日   | 日吉惠               | 片淵須直   | 佐土原武之 | 朝倉隆     |
| 20   | テツと地獄の交友図…!?        | 阿哲與地獄的交友圖···！？ | 1992年5月12日  | 高屋敷英夫           | 佐藤博暉   | 佐藤博暉   | 才田俊次   |
| 21   | 組開きパーティー始末記       | 開組派對始末記            | 1992年5月19日  | 高屋敷英夫           | 須藤典彥   | 須藤典彥   | 伊藤一男   |
| 22   | 実況!オトシ合戦              | 實況！新年和戰            | 1992年5月26日  | 金春智子             | 橫田和善   | 佐土原武之 | 上宇都辰夫 |
| 23   | ガマンにガマンのテツ         | 為忍耐而忍耐的阿哲        | 1992年6月2日   | 金春智子             | 片淵須直   | 佐藤博暉   | 朝倉隆     |
| 24   | ヤーさんが消えた、また消えた | 黑道消失了，又消失了      | 1992年6月9日   | 高屋敷英夫           | 片淵須直   | 須藤典彥   | 田中敦子   |
| 25   | 胸さわぎの命日               | 忐忑不安的祭祀            | 1992年6月16日  | 日吉惠               | 橫田和善   | 佐土原武之 | 朝倉隆     |
| 26   | 気になるお化け屋敷           | 很在意的鬼屋              | 1992年6月23日  | 高屋敷英夫           | 片淵須直   | 片淵須直   | 伊藤一男   |
| 27   | 生き残りお化け合戦           | 倖存的妖怪合戰            | 1992年6月30日  | 金春智子             | 片淵須直   | 須藤典彥   | 才田俊次   |
| 28   | 借金取りのソロバン           | 討債人的算盤              | 1992年7月7日   | 日吉惠               | 片淵須直   | 佐土原武之 | 木下勇喜   |
| 29   | 転職!?レイモンド飛田余話     | 轉職！？雷蒙飛田軼事      | 1992年7月14日  | 日吉惠               | 片淵須直   | 片淵須直   | 才田俊次   |
| 30   | テツになつく不吉な猫         | 接近阿哲的不吉利的貓      | 1992年7月21日  | 金春智子             | 橫田和善   | 須藤典彥   | 朝倉隆     |
| 31   | 歓迎、東京ヤクザ様           | 歡迎，東京黑道            | 1992年7月28日  | 高屋敷英夫           | 知吹愛弓   | 知吹愛弓   | 伊藤一男   |
| 32   | 真夏のエンドレス・カブ       | 仲夏的結束·株             | 1992年8月4日   | 日吉惠               | 山本泰一郎 | 佐土原武之 | 上宇都辰夫 |
| 33   | 山へ川へ!宿題の旅            | 前往山前往河！功課之旅    | 1992年8月11日  | 金春智子             | 鈴木卓夫   | 須藤典彥   | 木下勇喜   |
| 34   | マサル男の生還               | 阿優男孩的生還            | 1992年8月18日  | 高屋敷英夫           | 片淵須直   | 片淵須直   | 才田俊次   |
| 35   | いきなりの秋                 | 秋天來臨                  | 1992年8月25日  | 日吉惠               | 橫田和善   | 知吹愛弓   | 朝倉隆     |
| 36   | 歩く「食いだおれ」           | 走去「吃倒」              | 1992年9月1日   | 高屋敷英夫           | 須藤典彥   | 須藤典彥   | 上宇都辰夫 |
| 37   | 季節はずれの花火             | 不分季節的煙火            | 1992年9月8日   | 高屋敷英夫           | 片淵須直   | 片淵須直   | 才田俊次   |
| 38   | 大晦日頭突き合戦             | 除夕撞頭合戰              | 1992年9月15日  | 高屋敷英夫           | 牧野滋人   | 佐土原武之 | 才田俊次   |
| 39   | アントニオが盗まれた         | 安東尼奧被偷走了          | 1992年9月22日  | 金春智子             | 片淵須直   | 須藤典彥   | 朝倉隆     |

## 舞台作品
- 浪花人情有趣町（1999年10月 大阪·新歌舞伎座）
- 浪花人情樂園（2000年8月 名古屋·中日劇場）
- 人情喜劇有趣町（2003年8月 - 10月 全國公演）

在公演時竹本哲是赤井英和、竹本芳江是音無美紀子演出。1980年代是勇氣石松主演（阿哲）並且給舞台化。

## 小鋼珠·老虎機
小鋼珠
- CR小麻煩千惠 F1/V/R（2001年、藤商事）
- CR小麻煩千惠 MHR/LH/PW（2007年、Sansei R&D）

老虎機
- 小麻煩千惠（2006年、BALTEC）
- 小麻煩千惠〜雷藏傳說〜（2011年、BALTEC）

## 電視CM
- FL電子束小蜜蜂（發售年不詳：LSI遊戲、萬代）- 廣告標語「現在是小蜜蜂的時代」

## 電視遊戲
- 小麻煩千惠 尋找炸彈女孩的幸福（1988年、FC遊戲機、科樂美）
  - 全三章所構成的冒險遊戲，第一章是千惠、第二章是小貼、第三章是阿哲他成為了主角。當時的家庭電子遊戲軟體採用大容量的3M位元ROM，圖解是家庭電子的硬體上使的原作再次呈現。還有包裝圖案沿用漫畫第25卷的插畫。
- 必殺小鋼珠店now8 小麻煩千惠（2001年3月15日、PlayStation、太陽電子）
- SIMPLE角色2000系列 Vol.04 小麻煩千惠THE花禮（2001年11月29日、PlayStation、萬代）

## 外部連結
- （日語） 小麻煩千惠官方網頁 西荻通信 （页面存档备份，存于）